# Max Necker

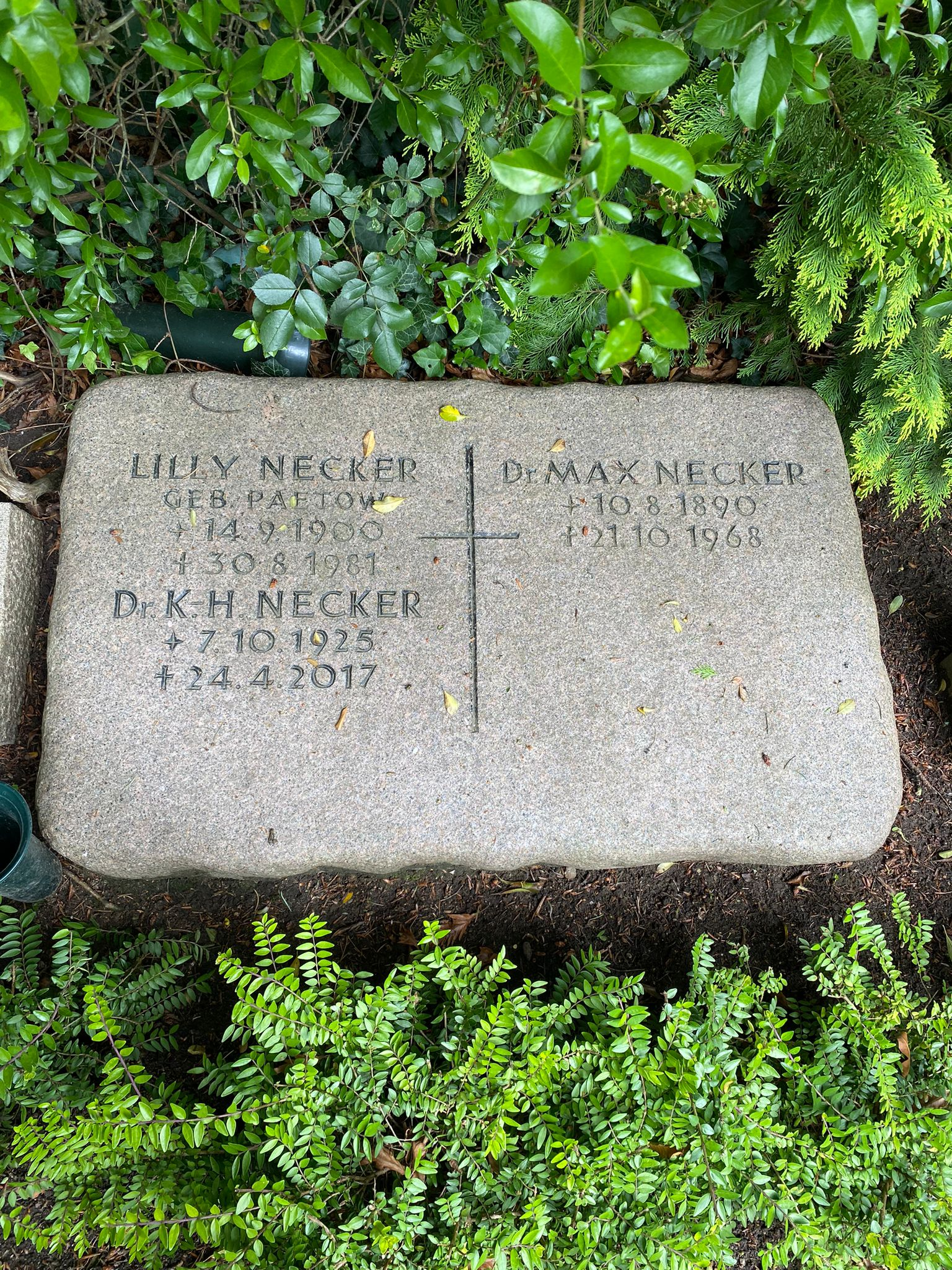
Kissenstein auf dem Friedhof Reinbek

Max Necker (* 10. August 1890 in Hamburg; † 21. Oktober 1968 in Bad Bramstedt) war ein deutscher Jurist und Politiker. Er war Bürgermeister in Stargard in Pommern, Alt Sallenthin und Wriezen an der Oder.

## Leben
Als Sohn eines Redakteurs geboren, besuchte Necker das Friedrich-Wilhelm-Realgymnasium in Stettin und studierte im Anschluss Rechtswissenschaften in Tübingen, Berlin und Greifswald. Während seines Studiums wurde er 1909 Mitglied der Burschenschaft Germania Tübingen. Er wurde in Greifswald 1913 zum Dr. iur. promoviert. Später war er Bürgermeister in Stargard Pommern, Alt Sallenthin und Wriezen an der Oder (1925–1937). 1933 wurde er zum Landrat in Stargard gewählt, als Freimaurer jedoch von den Nationalsozialisten nicht ins Amt zugelassen; er blieb jedoch Bürgermeister und wurde 1936 zwangspensioniert. Nach dem Krieg war er Amtsgerichtsrat am Amtsgericht Bad Bramstedt, wo er 1955 pensioniert wurde.
Max Necker wurde in der Familiengrabstätte auf dem Friedhof in Reinbek beigesetzt. Dort erinnert ein Kissenstein an ihn.

## Veröffentlichungen
- Das Anerbenrecht im Preußischen Verwaltungsrecht. Greifswald 1913, Dissertation der Universität Greifswald.